# Gottfried
Gottfried ist ein altdeutscher Männername, seine Bedeutung ist Gottes Schutz bzw. eben „göttlicher Friede“. Als solcher entspricht er dem hebräisch-alttestamentlichen Namen Salomo ebenso wie dem muslimischen Suleiman. Eine deutsche Kurzform des Namens ist Götz, eine Abwandlung Göpfert. Gottfried ist auch ein etwas veraltetes Synonym für Jackett, Uniformrock, Gehrock.

## Namenstage
Namenstage der Heiligen namens Gottfried sind
- 13. Januar (Gottfried von Cappenberg) (* 1096/97; † 1127)
- 12. Oktober, (Gottfried von Arnstein) († 1151)[?]
- 8. November (Gottfried von Amiens) (1066–1115)

## Fremdsprachige Entsprechungen
Seine nicht deutschsprachigen Versionen sind zum Beispiel:
- Godfrey, Geoffrey, Geoff, Jeffrey, Jeffery, Jeff auf Englisch (aus dem Anglonormannischen)
- Geoffroi, Geoffroy, Godefroy, Godefroi, Godefroid[2] auf Französisch
- Goffredo auf Italienisch
- Godfried, Govert auf Niederländisch
- Godefridus

In den slawischen Sprachen wurde durch Zusammensetzung von boh/bog (Gott) und mir (Friede) derselbe Name gebildet:
- Bohumír auf Tschechisch und Slowakisch
- Bogomir auf Slowenisch
- Bogumił auf Polnisch
- Bogomir auf Serbokroatisch und Bulgarisch
- Bohuměr auf Sorbisch

## Bekannte Namensträger

### Herrscher
- Gottfried († 709), alamannischer Herzog, Agilolfinger
- Gottfried I. (Habsburg-Laufenburg) (1239–1271), Graf von Habsburg-Laufenburg, Graf im Zürichgau
- Gottfried I. (Gâtinais) (franz.: Geoffroy; † nach 991), Graf von Gâtinais
- Gottfried I. (Tübingen) († 1316), Graf von Böblingen und Pfalzgraf von Tübingen
- Gottfried I. von Villehardouin († 1228), von 1209 bis 1228 Fürst von Achaia
- Gottfried II. von Villehardouin (1195–1246), von 1228 bis 1246 Fürst von Achaia
- Gottfried II. von Raabs († ca. 1137)
- Gottfried II. (Habsburg-Laufenburg) (* um 1326; † 1375), Graf von Habsburg-Laufenburg
- Gottfried III. von Raabs († ca. 1160)
- Gottfried III. (Perche) († 1202), Graf von Perche
- Gottfried III. (Sponheim) (* vor 1183; † 1218), Graf der Grafschaft Sponheim
- Gottfried III. (Reichenbach)  (* um 1210; † 1279), Graf von Reichenbach
- Gottfried zu Castell-Rüdenhausen (1597–1635), Graf von Castell
- Gottfried (Friesland) († 885), Wikingerführer und Herrscher in Friesland
- Gottfried Haraldsson (* um 820; † um 856), Wikingerfürst
- Gottfried von Lusignan (* vor 1150; † Mai 1216), Herr von Vouvant und Mervent sowie Graf von Jaffa
- Gottfried von Namur (1080–1139), 1097 Graf von Château-Porcien (uxor nomine) und ab 1102 Graf von Namur
- Gottfried von Rodenberg (* vor 1390; † nach 1445), Komtur des Deutschen Ordens und Landmarschall in Livland

#### Arnsberg
- Gottfried I. (Arnsberg) († nach 1168), Burggraf von Utrecht und seit 1132 Graf von Werl-Arnsberg
- Gottfried II. (Arnsberg) (* 1157; † 1235), ab 1185 Regent der Grafschaft Arnsberg
- Gottfried III. (Arnsberg)  (* um 1214; † zwischen 1284 und 1287), Graf von Arnsberg
- Gottfried IV. (Arnsberg) (* um 1295; † 1371), der letzte Graf der Grafschaft Arnsberg; regierte von 1338 bis 1368

#### Eppstein
- Gottfried I. (Eppstein) (* ca. 1169 oder ca. 1160 oder 1165; † 1223)
- Gottfried II. (Eppstein) (13. Jahrhundert), Adliger der jüngeren Linie des Hauses Eppstein
- Gottfried III. (Eppstein) (* um 1222 oder um 1227; † 1293 oder 1294)
- Gottfried IV. (Eppstein) (* etwa 1290; † vor 1342), Adliger der jüngeren Linie des Hauses Eppstein
- Gottfried V. (Eppstein)  (* etwa 1318; † zwischen 1336 und 1341)

#### Joinville
- Gottfried I. (Joinville) (fr. Geoffroy I.; † 1080), Herr von Joinville und Comes Ioviniaci (Graf von Joigny?)
- Gottfried II. (Joinville) († 1096), Herr von Joinville
- Gottfried III. (Joinville)  († 1188) war Herr von Joinville und Seneschall der Grafschaft Champagne
- Gottfried IV. (Joinville) († 1190), Herr von Joinville
- Gottfried V. (Joinville)  (* vor 1173; † 1203/1204), Herr von Joinville, Seneschall der Grafschaft Champagne

#### Ziegenhain
- Gottfried I. (Ziegenhain) (* 1099; † 1168), ab 1141 Graf von Wegebach-Ziegenhain
- Gottfried II. (Ziegenhain)  (* 1156; † um 1200), ab 1189 Graf von Ziegenhain
- Gottfried IV. (Ziegenhain) († 1250), ab 1229 Graf von Ziegenhain und von Nidda
- Gottfried V. (Ziegenhain)  († 1272), ab 1258 Graf von Ziegenhain
- Gottfried VI. (Ziegenhain) (* 1262; † 1304), ab 1272 Graf von Ziegenhain
- Gottfried VII. (Ziegenhain) († vor 8. Nov 1372) ab 1359 Graf von Ziegenhain und Nidda; 1370–1372 Hauptmann des Sternerbunds
- Gottfried VIII. (Ziegenhain) (* nach 1350; † 1394), ab 1372 Graf von Ziegenhain und Nidda

Gottfried war einer der Leitnamen der Herzöge von Lothringen und der Grafen von Anjou.

#### Lothringen
- Gottfried von Jülich (um 950) = Pfalzgraf Gottfried von Lothringen
- Gottfried I. (Niederlothringen) (* 940/945; † 964), von 959 bis 964 Herzog von Niederlothringen
- Gottfried II. (Niederlothringen) = Gottfried der Kinderlose (Sohn von Gottfried der Gefangene)
- Gottfried III. (Niederlothringen) = Gottfried der Bärtige
- Gottfried IV. (Niederlothringen) = Gottfried der Bucklige
- Gottfried V. (Niederlothringen) = Gottfried von Bouillon
- Gottfried VI. (Niederlothringen) = Gottfried I. von Löwen, 1106–1128 († 1139)
- Gottfried VII. (Niederlothringen) = Gottfried II. von Löwen, 1139–1142
- Gottfried VIII. (Niederlothringen) = Gottfried III. von Löwen, 1142–1190

#### Anjou
- Gottfried I. Graujacke (Geoffroy Ier Grisegonelle) († 987) Graf von Anjou
- Gottfried II. Martel (Geoffroy II Martel) († 1060) Graf von Anjou etc.
- Gottfried III. der Bärtige (Geoffroi III le Barbu) († 1097) Graf von Anjou
- Gottfried IV. Martel (Geoffroy IV Martel) († 1106), Erbgraf von Anjou
- Gottfried V. Plantagenet (Geoffroy V le Bel oder Plante Genêt), (1113–1151) Graf von Anjou
- Gottfried VI. (Geoffroy VI d’Anjou) (1158–1186), Herzog (Gottfried III.) der Bretagne, Earl of Richmond, Graf von Anjou

#### Bretagne
- Gottfried I., Graf von Bretagne, nennt sich Herzog, 992–1008
- Gottfried II., Gegenherzog in Nantes, 1156–1158
- Gottfried III., 1169–1186

### Geistliche Würdenträger und Fürstbischöfe
- Gottfried von Admont, Abt des Klosters Admont von 1138 bis 1165, Klosterreformer, Prediger und „monastischer Theologe“
- Gottfried von Arnsberg (* um 1285; † 1363), von 1321 bis 1349 Bischof von Osnabrück und von 1348 bis 1359 Erzbischof von Bremen
- Gottfried von Auxerre (* 1115, † nach 1188; auch: Gottfried von Clairvaux), Zisterziensermönch und Abt von Clairvaux
- Gottfried von Beselich († um 1180), katholischer Priester, sowie Stifter bzw. Erbauer von Klöstern, Kirchen und anderen Bauwerken
- Gottfried von Bilstein († 1289), von 1272 bis 1289 Abt des Klosters Grafschaft
- Gottfried von Burton, normannischer Benediktiner, Prior der Kathedrale von Winchester und später Abt von Burton am Trent (1114–1151)
- Gottfried Bischof (* um 1619; † 1688), von 1648 bis 1688 Abt des Klosters Oberzell
- Gottfried von Hanau, Komtur des Deutschen Ordens
- Gottfried III. von Hohenlohe († 1322), von 1314 bis 1322 Bischof von Würzburg
- Gottfried Lange  (* um 1425; † 1458), Domherr in Lübeck und Bardowiek, als Gottfried II. Bischof von Schwerin
- Gottfried (Münsterschwarzach) († 1213), Abt von Münsterschwarzach
- Gottfried von Padberg (auch: Gottfried von Scharfenberg; † 1343), als Gottfried II. von 1325 bis 1343 Abt des Klosters Grafschaft
- Gottfried IV. Schenk von Limpurg († 1455), Bischof von Würzburg
- Geoffroi de Vayrols († 1376), Bischof von Lausanne, Carpentras, Carcassonne und von Toulouse
- Gottfried von Waldeck (auch Gottfried von Minden; * um 1255/1260, † 1324), von 1304 bis 1324 Bischof von Minden
- Gottfried von Weißeneck († 1362), von 1342 bis 1362 Bischof von Passau
- Gottfried II. (Würzburg) († 1197), Bischof von Würzburg
- Gottfried von Xanten († nach 1135), Propst von St. Severin in Köln und des St. Viktorstifts in Xanten, gewählter aber nicht bestätigter Erzbischof von Köln

### Weitere Träger des Vornamens

#### Mittelalter
(auch latinisiert als Godefridus)
- Gottfried (Godefrid; vor 715–720/26), Arnulfinger
- Gottfried von Berlichingen (Götz; 1480–1562), fränkischer Reichsritter
- Gottfried von Bouillon (um 1060–1100), Kreuzritter
- Gottfried von Esch (11. Jahrhundert), Kreuzritter
- Gottfried von Fontaines (Godefroid de Fontaines, Godefridus de Fontibus; vor 1250 – nach 1305), Philosoph und Theologe
- Gottfried von Franken (* 13./14. Jahrhundert), deutscher, in Würzburg geborener, Verfasser eines agrartechnischen Buches, insbesondere als Würzburger „Pelzbuch“ zur Weinveredelung
- Geoffrey de Geneville (1225/33–1314), anglo-französischer Adliger, Militär und Beamter
- Gottfried von Neifen, deutschsprachiger Minnesänger
- Gottfried Heinrich zu Pappenheim (1594–1632), General im Dreißigjährigen Krieg
- Gottfried von Straßburg († um 1215), mittelalterlicher Dichter
- Gottfried von Vaihingen (1189–1234), Graf von Calw
- Gottfried von Villehardouin (Geoffroi de Villehardouin; um 1160–1213), französischer Ritter, Heerführer und Chronist
- Gottfried von Viterbo (Godefridus Viterbiensis; um 1125–1191), italienischer Geschichtsschreiber und Dichter

#### Neuzeit
- Gottfried von Banfield (1890–1986), österreichisch-ungarischer Marineflieger
- Gottfried Benn (1886–1956), deutscher Arzt, Dichter und Essayist
- Gottfried Bernhardy (1800–1875), deutscher Philologe
- Gottfried Müller (Dramaturg) (1903–1953), österreichischer Dramaturg
- Gottfried Böhm (1920–2021), deutscher Architekt und Bildhauer
- Gottfried Böttger (1949–2017), deutscher Pianist
- Gottfried von Bülow (1831–1907), deutscher Archivar und Historiker
- Gottfried Curio (* 1960), deutscher Physiker und Politiker
- Gottfried August Bürger (1747–1794), deutscher Dichter
- Gottfried von Cramm (1909–1976), deutscher Tennisspieler
- Gottfried Döring (1801–1869), deutscher Kantor und Autor
- Gottfried Edel (* 1929), deutscher Kulturphilosoph und ZDF-Kulturredakteur
- Gottfried von Einem (1918–1996), österreichischer Komponist
- Gottfried von Einem (* 1940), deutscher Hörspielregisseur und Autor
- Gottfried Eisenmann (1795–1867), deutscher Arzt, Politiker und Publizist
- Gottfried Bermann Fischer (1897–1995), deutscher Verleger
- Gottfried Bernhard Göz (1708–1774), deutscher Maler
- Gottfried Hart (1902–1987), deutscher Unternehmer und Politiker
- Gottfried Hasenkamp (1902–1990), deutscher Schriftsteller
- Gottfried Heller (* 1935), deutscher Vermögensverwalter und Autor
- Gottfried Helnwein (* 1948), österreichisch-irischer Künstler
- Gottfried Hermann (Philologe) (Johann Gottfried Jakob Hermann; 1772–1848), deutscher Klassischer Philologe
- Gottfried Hermann (Turner) (1910–1976), österreichischer Turner
- Gottfried Herrmann (Komponist) (1808–1878), deutscher Organist und Komponist
- Gottfried Herrmann (Regisseur) (1915–1961), deutscher Schauspieler, Regisseur und Intendant
- Gottfried Andreas Herrmann (1907–2002), deutscher Maler
- Gottfried Jetter (1838–1903), deutscher Unternehmer, Gründer der Aesculap-Werke
- Gottfried Keller (1819–1890), Schweizer Dichter und Politiker
- Gottfried Kinkel (1815–1882), deutscher Schriftsteller
- Gottfried Kinkel (1844–1891), deutscher Klassischer Philologe
- Gottfried Kinkel (1871–1932), deutscher Politiker (SPD, USPD), MdL Württemberg
- Gottfried Kirch (1639–1710), deutscher Kalendermacher und Astronom
- Gottfried Kirchhoff (1685–1746), deutscher Organist und Komponist des Barock
- Gottfried Klier (* 1949), deutscher Musiker und Komponist
- Gottfried Kosegarten (1792–1860), deutscher Orientalist und Sprachwissenschaftler
- Gottfried Wilhelm von Leibniz (1646–1716), deutscher Philosoph, Mathematiker, Diplomat und Historiker
- Gottfried Lindauer (1839–1926), tschechischer Maler
- Gottfried von Lücken (1883–1976), deutscher Archäologe und Hochschullehrer
- Gottfried Merk (1786–1825), deutscher Hofjuwelier
- Gottfried Mutschlechner (1949–1991), italienischer Bergsteiger
- Gottfried Münzenberg (1940–2024), deutscher Physiker und Hochschullehrer
- Gottfried Neubert (1926–1983), deutscher Kirchenmusiker und Komponist
- Gottfried Pohlan (1927–1989), deutscher Endurosportler
- Gottfried Preising (* 1954 oder 1955), deutscher Radsportler
- Gottfried Rabe von Pappenheim (General) (1842–1905), deutscher Generalmajor
- Gottfried Rabe von Pappenheim (Landrat) (1874–1955), Landrat des Kreises Kassel und Landeshauptmann von Hessen
- Gottfried von Raesfeld (1522–1586), deutscher Domdechant und Amtmann
- Gottfried Sälzler (1921–1968), deutscher Fußballspieler und Sportfunktionär
- Gottfried Schramm (1894–1982), deutscher Architekt
- Gottfried Schramm (1929–2017), deutscher Historiker
- Gottfried Seemann (* 1940), deutscher Badmintonspieler
- Gottfried Silbermann (1683–1753), deutscher Orgelbauer
- Gottfried Vollmer (1768–1815), deutscher Verleger und Buchhändler
- Gottfried Vollmer (1906–??), deutscher Automobilrennfahrer
- Gottfried Vollmer (* 1953), deutscher Schauspieler
- Gottfried Wagener (1831–1892), deutscher Naturwissenschaftler und Techniker
- Gottfried Weilenmann (Radsportler, 1894) (1894 – nach 1924), Schweizer Radsportler
- Gottfried Weilenmann (Radsportler, 1920) (1920–2018), Schweizer Radsportler
- Gottfried Christian Winckler (1635–1684), deutscher Mediziner

#### Zweitname
- Heinrich Gottfried Philipp Gengler (1817–1901), deutscher Rechtshistoriker
- Christian Gottfried Giebel (1820–1881), deutscher Zoologe und Paläontologe
- Johann Gottfried Herder (1744–1803), deutscher Dichter, Übersetzer, Theologe und Philosoph
- Magnus Gottfried Lichtwer (1719–1783), deutscher Jurist und Fabeldichter
- Ernst Gottfried Mahrenholz (1929–2021), deutscher Jurist, Hochschullehrer und Richter
- Johannes Gottfried Mayer (1953–2019), deutscher Literaturwissenschaftler und Medizinhistoriker
- Christian Gottfried Daniel Nees von Esenbeck (1776–1858), deutscher Mediziner, Naturforscher und Politiker
- Carl Gottfried Pfannschmidt (1819–1887), deutscher Maler
- Johann Gottfried von Aschhausen (1575–1622), deutscher Fürstbischof von Würzburg und Bamberg
- Johann Gottfried von Guttenberg (1645–1698), deutscher Fürstbischof von Würzburg
- Johann Gottfried Quistorp (1755–1835), deutscher Architekt, Maler und Hochschullehrer
- Johann Gottfried Schadow (1764–1850), preußischer Grafiker und Bildhauer
- Johann Gottfried Sommer (1782/83–1848), deutscher Schriftsteller
- Johann Gottfried Tulla (1770–1828), deutscher Ingenieur

### Familienname
- Alexander Gottfried (* 1985), deutscher Radrennfahrer
- Alfred Gottfried (1924–2023), deutscher Architekt
- Annemarie Gottfried-Frost (1924–2022), bildende Künstlerin
- Anton Gottfried (1862–1954), US-amerikanischer Orgelpfeifen-Fabrikant deutscher Herkunft
- Brian Gottfried (* 1952), US-amerikanischer Tennisspieler
- Gesche Gottfried (1785–1831), deutsche Serienmörderin
- Gilbert Gottfried (1955–2022), US-amerikanischer Komiker und Schauspieler
- Hermann Gottfried (1929–2015), deutscher Glasmaler
- Howard Gottfried (1923–2017), US-amerikanischer Filmproduzent
- Johann Adam Gottfried (1726–1773), deutscher evangelischer Geistlicher, Privatlehrer und Schriftsteller
- Johann Gottfried von Guttenberg (1645–1698), Fürstbischof des Hochstiftes Würzburg
- Johann Ludwig Gottfried (1584–1633), deutscher Theologe, Übersetzer und Autor
- Kurt Gottfried (1929–2022), US-amerikanischer Physiker
- Martin Gottfried († 2014), US-amerikanischer Theaterkritiker
- Oswald Gottfried (1869–1949), deutscher Landschafts- und Porträtmaler
- Paul Gottfried (* 1941), US-amerikanischer Politikwissenschaftler und Autor
- Stefan Gottfried (* 1971), österreichischer Cembalist, Pianist, Hornist und Dirigent
- Udo Gottfried (* 1952), deutscher Künstler
- Willy Gottfried (1896–1968), deutscher Radrennfahrer
- Wolfram Gottfried (* 1931), deutscher Schwimmsportler